# Arfuelha
Arfuelha (en francès Arfeuilles) és un municipi francès, situat al departament de l'Alier i a la regió d'Alvèrnia-Roine-Alps. L'any 2007 tenia 688 habitants.

## Demografia

### Població
El 2007 la població de fet d'Arfeuilles era de 688 persones. Hi havia 324 famílies de les quals 136 eren unipersonals (84 homes vivint sols i 52 dones vivint soles), 100 parelles sense fills, 64 parelles amb fills i 24 famílies monoparentals amb fills.
La població ha evolucionat segons el següent gràfic:
Habitants censats

### Habitatges
El 2007 hi havia 669 habitatges, 340 eren l'habitatge principal de la família, 235 eren segones residències i 94 estaven desocupats. 643 eren cases i 20 eren apartaments. Dels 340 habitatges principals, 265 estaven ocupats pels seus propietaris, 54 estaven llogats i ocupats pels llogaters i 21 estaven cedits a títol gratuït; 20 tenien dues cambres, 58 en tenien tres, 104 en tenien quatre i 158 en tenien cinc o més. 234 habitatges disposaven pel capbaix d'una plaça de pàrquing. A 186 habitatges hi havia un automòbil i a 103 n'hi havia dos o més.

### Piràmide de població
La piràmide de població per edats i sexe el 2009 era:
| Homes | Edats   | Dones |
| ----- | ------- | ----- |
| 0     | 95 o +  | 0     |
| 0     | 90 a 94 | 12    |
| 8     | 85 a 89 | 12    |
| 4     | 80 a 84 | 8     |
| 8     | 75 a 79 | 28    |
| 52    | 70 a 74 | 44    |
| 32    | 65 a 69 | 24    |
| 28    | 60 a 64 | 20    |
| 16    | 55 a 59 | 24    |
| 36    | 50 a 54 | 12    |
| 12    | 45 a 49 | 36    |
| 8     | 40 a 44 | 16    |
| 28    | 35 a 39 | 16    |
| 24    | 30 a 34 | 12    |
| 28    | 25 a 29 | 12    |
| 12    | 20 a 24 | 16    |
| 24    | 15 a 19 | 8     |
| 20    | 10 a 14 | 8     |
| 32    | 5 a 9   | 8     |
| 12    | 0 a 4   | 20    |

## Economia
El 2007 la població en edat de treballar era de 404 persones, 258 eren actives i 146 eren inactives. De les 258 persones actives 226 estaven ocupades (138 homes i 88 dones) i 32 estaven aturades (15 homes i 17 dones). De les 146 persones inactives 71 estaven jubilades, 23 estaven estudiant i 52 estaven classificades com a «altres inactius».

### Ingressos
El 2009 a Arfeuilles hi havia 341 unitats fiscals que integraven 693 persones, la mediana anual d'ingressos fiscals per persona era de 12.416 €.

### Activitats econòmiques
Dels 21 establiments que hi havia el 2007, 1 era d'una empresa extractiva, 1 d'una empresa alimentària, 5 d'empreses de construcció, 5 d'empreses de comerç i reparació d'automòbils, 1 d'una empresa de transport, 4 d'empreses d'hostatgeria i restauració, 1 d'una empresa financera i 3 d'empreses immobiliàries.
Dels 10 establiments de servei als particulars que hi havia el 2009, 1 era una gendarmeria, 1 oficina de correu, 1 una oficina bancària, 2 paletes, 2 fusteries, 1 electricista i 2 restaurants.
Dels 2 establiments comercials que hi havia el 2009, 1 era una botiga de menys de 120 m² i 1 una fleca.
L'any 2000 a Arfeuilles hi havia 65 explotacions agrícoles que ocupaven un total de 2.880 hectàrees.

## Equipaments sanitaris i escolars
L'únic equipament sanitari que hi havia el 2009 era una farmàcia.
El 2009 hi havia una escola elemental.

## Poblacions més properes
El següent diagrama mostra les poblacions més properes.